# Louis Tribert
Pour les articles homonymes, voir Tribert.
Louis Tribert, né le 23 juin 1819 à Paris et mort le 15 juin 1899 à Champdeniers, est un homme politique français. Il est député des Deux-Sèvres puis un des 116 sénateurs inamovibles de la Troisième République.

## Biographie

### Riche propriétaire
Né à Paris le 23 juin 1819, Louis Pierre Tribert, est issu d'une famille de notables des Deux-Sèvres. Son père Pierre Louis Tribert, est député des Deux-Sèvres pendant la monarchie de Juillet. Son grand-père maternel, Michel Mathieu Lecointe-Puyraveau, est député à l'Assemblée législative puis à la Convention et membre du Conseil des Cinq-Cents.
Louis Tribert est élevé à Paris, où il poursuit sa scolarité. Il suit des études à l'université de Berlin en 1837-1838 et parcours le monde à travers de nombreux voyages en Europe, en Égypte, aux États-Unis et Amérique Latine.
Il est très riche et vit de ses rentes. Il possède le château de Fontioux-Vivonne dans la Vienne, le domaine de Puyraveau dans les Deux-Sèvres et un immeuble à Paris. Il mène d'abord une  vie mondaine à Paris, fréquentant le salon de Marie d'Agoult dont il est l’ami intime, le prince Napoléon, Jules Grévy et Amable Ricard. En 1848, il se rallie à la République.

### Homme politique
Il se présente deux fois sans succès à la députation dans la circonscription de Parthenay dans les Deux-Sèvres, aux élections de 1863 et 1869. Il incarne alors dans son département l'opposition libérale à l’Empire. En 1868, il est élu conseiller général du canton de Champdeniers.
Pendant la guerre de 1870, il est engagé volontaire dans le 95ème régiment de ligne, participe au combat de l’Hay le 29 novembre 1870 et est fait prisonnier de guerre à Ville-Evrard le 21 décembre. Il est élu député le 8 février 1871 alors qu'il est prisonnier à la forteresse de Neisse en Silésie.
Il est élu sénateur inamovible le 13 décembre 1875. Il intervient très rarement à la tribune. Proche du centre gauche, il vote les lois constitutionnelles de 1875 et refuse la dissolution de la Chambre des députés lors de la crise du 16 mai 1877.
Libéral à l'origine, il évolue vers des positions plus conservatrices. Il s'oppose en 1879 à la gratuité solaire au conseil général des Deux-Sèvres et se prononce en 1880 contre l’amnistie des communards. Il démissionne du conseil général des Deux-Sèvres en 1881 et entre alors en retraite politique, sauf pendant la crise boulangiste, où il prononce un discours de défense de la République.
Il meurt le 15 juin 1899 sur ses terres de Puyraveau à Champdeniers.